# Herbert Robbins
Herbert Ellis Robbins (New Castle, 12 gennaio 1915 – Princeton, 12 febbraio 2001) è stato un matematico e statistico statunitense, che ha contribuito alla ricerca sulla topologia, teoria della misura, statistica e in altri campi.

## Biografia
Nel 1941 è stato coautore, con Richard Courant, di un fortunato testo di alta divulgazione Che cos'è la matematica?, arrivato alla seconda edizione (riveduta da Ian Stewart) nel 1996 (in italiano è stato pubblicato nel 1971, mentre la seconda edizione è stata tradotta nel 2000) . È stato docente presso l'Università del North Carolina a Chapel Hill (dove fu uno dei primi membri del primo dipartimento di statistica negli Stati Uniti fondato nel 1946), e poi alla Columbia University e alla Rutgers University.
Nel 1955 introdusse i metodi bayesiani empirici in occasione del terzo simposio di Berkeley sulla probabilità e la statistica matematica.

## Scritti
- The central limit theorem for dependent random variables (coautore Wassily Hoeffding), 1948
- Richard Courant, Herbert Robbins, Che cos'è la matematica?, traduzione di Liliana Ragusa Gilli, 1ª ed. italiana, dalla 3ª edizione orig. (ottobre 1945), Einaudi, 1950,  p. 754.